# Delgo
Delgo es una película animada de 2008 dirigida por Marc F. Adler y Jason Maurer. Cuenta con las voces de Freddie Prinze, Jr., Jennifer Love Hewitt, Anne Bancroft, Chris Kattan, Val Kilmer, Malcolm McDowell y Louis Gossett, Jr., con Michael Clarke Duncan, Eric Idle, Burt Reynolds y Kelly Ripa en roles secundarios. Situada en un planeta llamado Jhamora, la película cuenta la historia de Delgo, un joven de la raza Lockni quien, con su grupo de amigos, deberá impedir una guerra entre su pueblo y los alados Nohrin. 
Habiendo comenzado desarrollo en 1999, la película tardó 9 años en hacerse. Si bien, ganó el premio a Mejor Película Animada en el Festival Anima Mundi, Delgo recibió críticas negativas y fracasó en taquilla. Con un costo de 40 millones de dólares, la película solo recaudó poco menos de un millón de dólares. Hoy en día, es considerada la película animada por computadora menos taquillera de la historia.
Delgo fue el último proyecto de Anne Bancroft y de John Vernon, los cuales murieron en 2005, tres años antes de que el filme se estrenara. La película está dedicada a Bancroft.

## Sinopsis
Delgo, un adolescente aventurero pero ingenuo, debe reunir a su grupo de amigos para proteger su mundo del conflicto entre los Lockni y los Nohrin.

## Elenco
- Freddie Prinze Jr. como Delgo, joven Lockni y protagonista de la historia
- Jennifer Love Hewitt como la princesa Kyla, la princesa de los Nohrin e interés amoroso de Delgo.
- Anne Bancroft como Sedessa, hermana del Rey Zahn, tía de Kyla y antagonista principal de la película.
- Chris Kattan como Filo, el torpe mejor amigo de Delgo.
- Val Kilmer como General Bogardus, general del ejército Nohrin, que es destituido y encarcelado luego de que Raius le tiende una trampa. Ayuda a Delgo y a Filo a rescatar a Kyla.
- Malcolm McDowell como General Raius, general del ejército Nohrin, que secretamente es aliado de Sedessa.
- Louis Gossett, Jr. como el Rey Zahn, rey de los Nohrin y padre de Kyla.
- Michael Clarke Duncan como el Viejo Marley, mentor de Delgo y miembro del consejo Lockni.
- Eric Idle como Spig.
- Kelly Ripa como Kurrin.
- Melissa McBride como Miss Sutley / Elder Pearo.
- Burt Reynolds como padre de Delgo, quien muere asesinado junto a su esposa por las fuerzas de Sedessa.
- Brad Abrell como Spog.
- Sally Kellerman como la Narradora.
- Mary Matilyn Mouser como Baby Delgo.
- David Heyer como Talusi.
- John Vernon como Juez Nohrin.